# Farma Wiatrowa Stramnica
Farma Wiatrowa Stramnica – para elektrowni wiatrowych w województwie zachodniopomorskim, w powiecie kołobrzeskim, w gminie gmina Kołobrzeg.
Farma wiatrowa składa się tylko z dwóch turbin wiatrowych o wysokości 139 metrów. Każda z nich posiada moc maksymalną 2,3 MW. Łączna maksymalna moc pozyskiwana z obu elektrowni wiatrowych wynosi 4,6 MW. 
Budowa rozpoczęła się w lipcu 2010 roku a zakończyła w marcu 2011 roku. Budowa została dofinansowana ze środków europejskich z Programu Operacyjnego Infrastruktura i Środowisko.

## Dane techniczne
- producent: ENERCON E82 E2
- wysokość wieży: 139 metrów
- liczba elektrowni: 2
- moc jednej elektrowni: 2,3 MW
- moc łączna: 4,6 MW